# Florian Potra
Florian Potra (n. 3 martie 1925, Timișoara – d. 6 mai 1997, București) a fost un critic de film român.
A obținut două premii pentru critică cinematografică ale Asociației Cineaștilor din România (ACIN): în 1979 („pentru întreaga sa activitate de critică și teorie în domeniul artei cinematografice”) și în 1984 („pentru volumul Aurul filmului”).

## Opera
- Experiență și speranță: ecran românesc, Ed. pentru literatură, București, 1968
- O voce din off: teme cinematografice, Ed. Minerva, București, 1973
- Specificul național în arta filmului: contribuții la definirea unui stil național în cinematograful românesc, Universitatea din București, Facultatea de Limba și Literatura Română, 1973
- Voci și vocații cinematografice: național și universal în arta filmului, Ed. Meridiane, București, 1975
- Profesiune: Filmul - incursiune în timpul și spațiul cinematografului românesc, Ed. Meridiane, București, 1979
- Reconstruiri: scrieri de critică teatrală, Ed. Eminescu, București, 1981
- Aurul filmului: opere evocînd trecutul, 2 volume, Ed. Meridiane, București, 1984-1987

## Filmografie
- Noiembrie, ultimul bal (1989)